# Список земноводных и пресмыкающихся, занесённых в Красную книгу Московской области

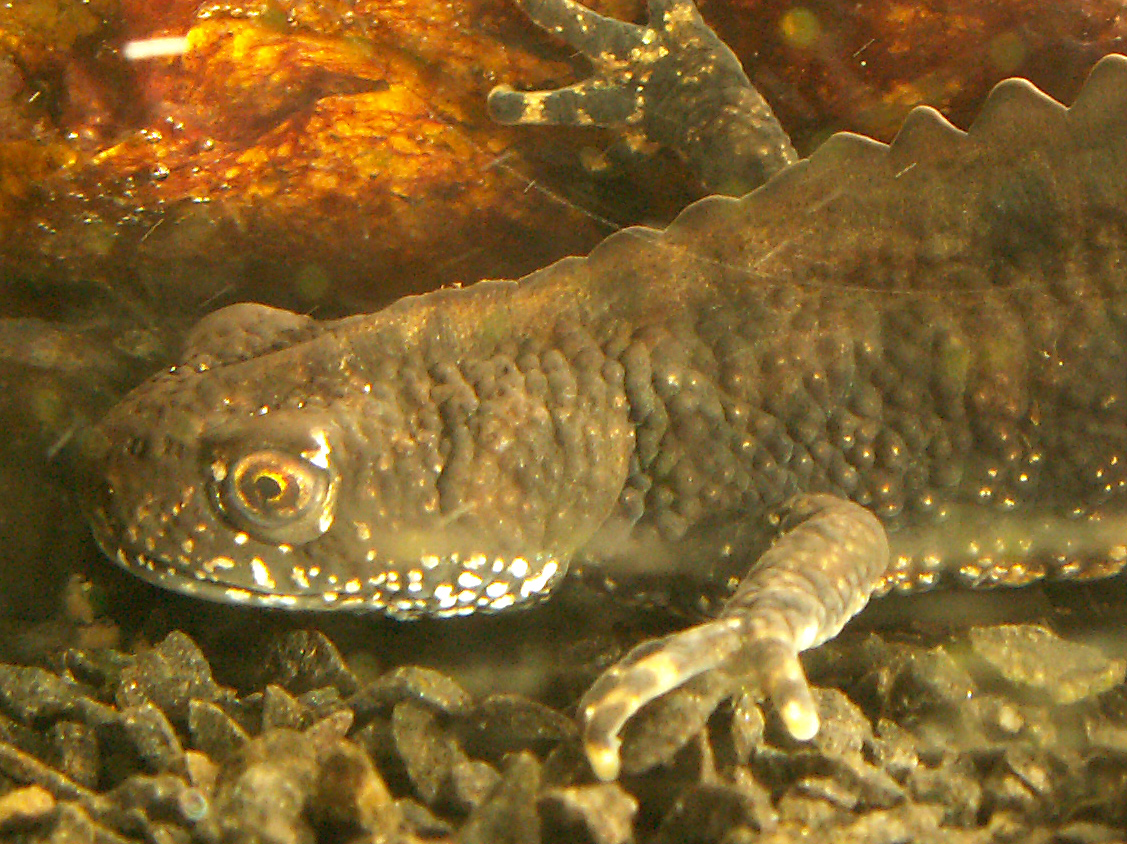
Самец гребенчатого тритона

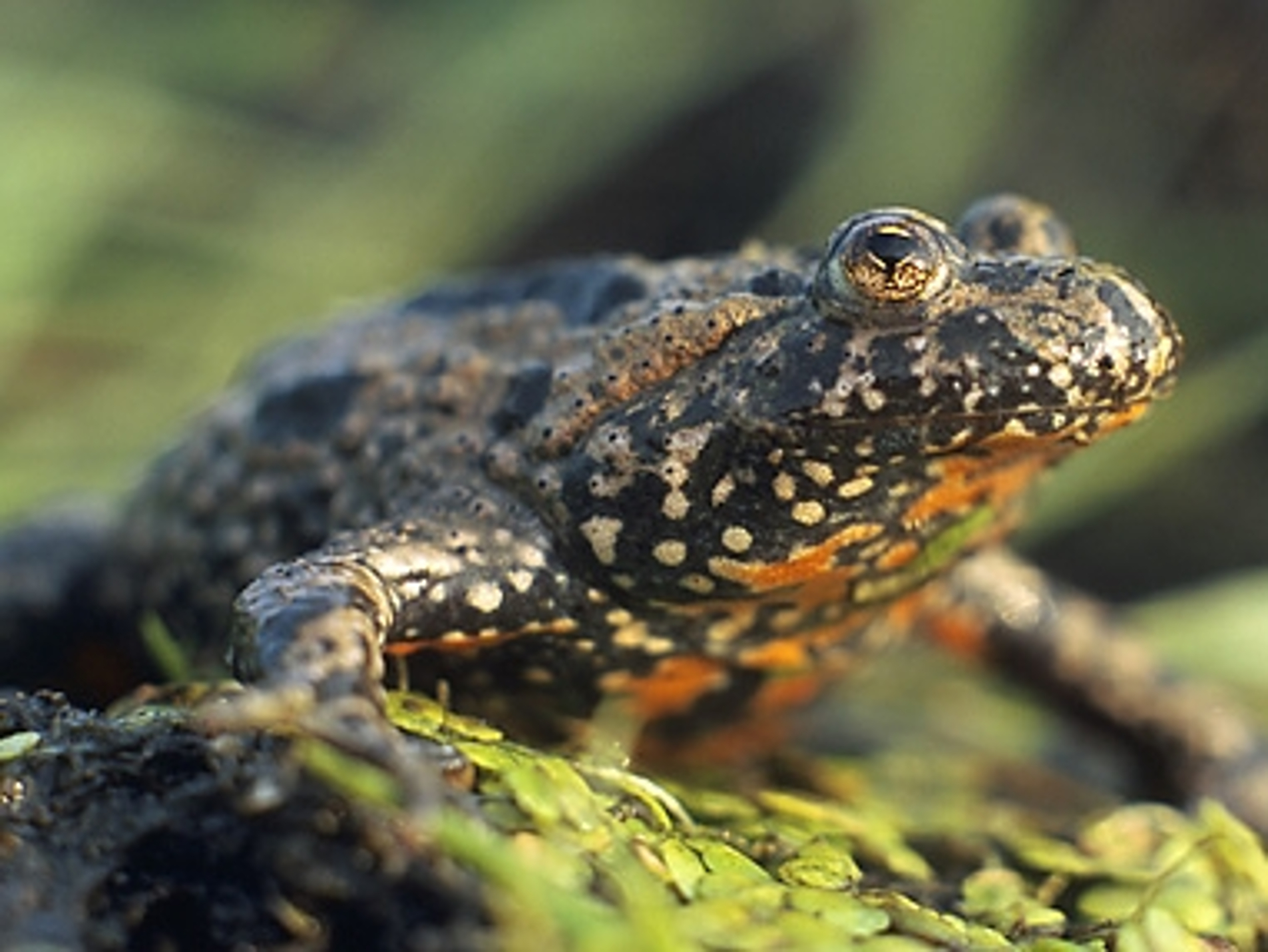
Краснобрюхая жерлянка

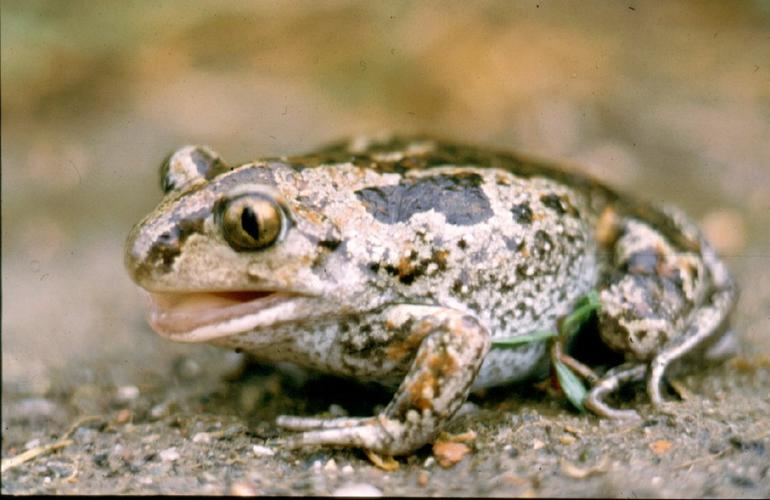
Обыкновенная чесночница

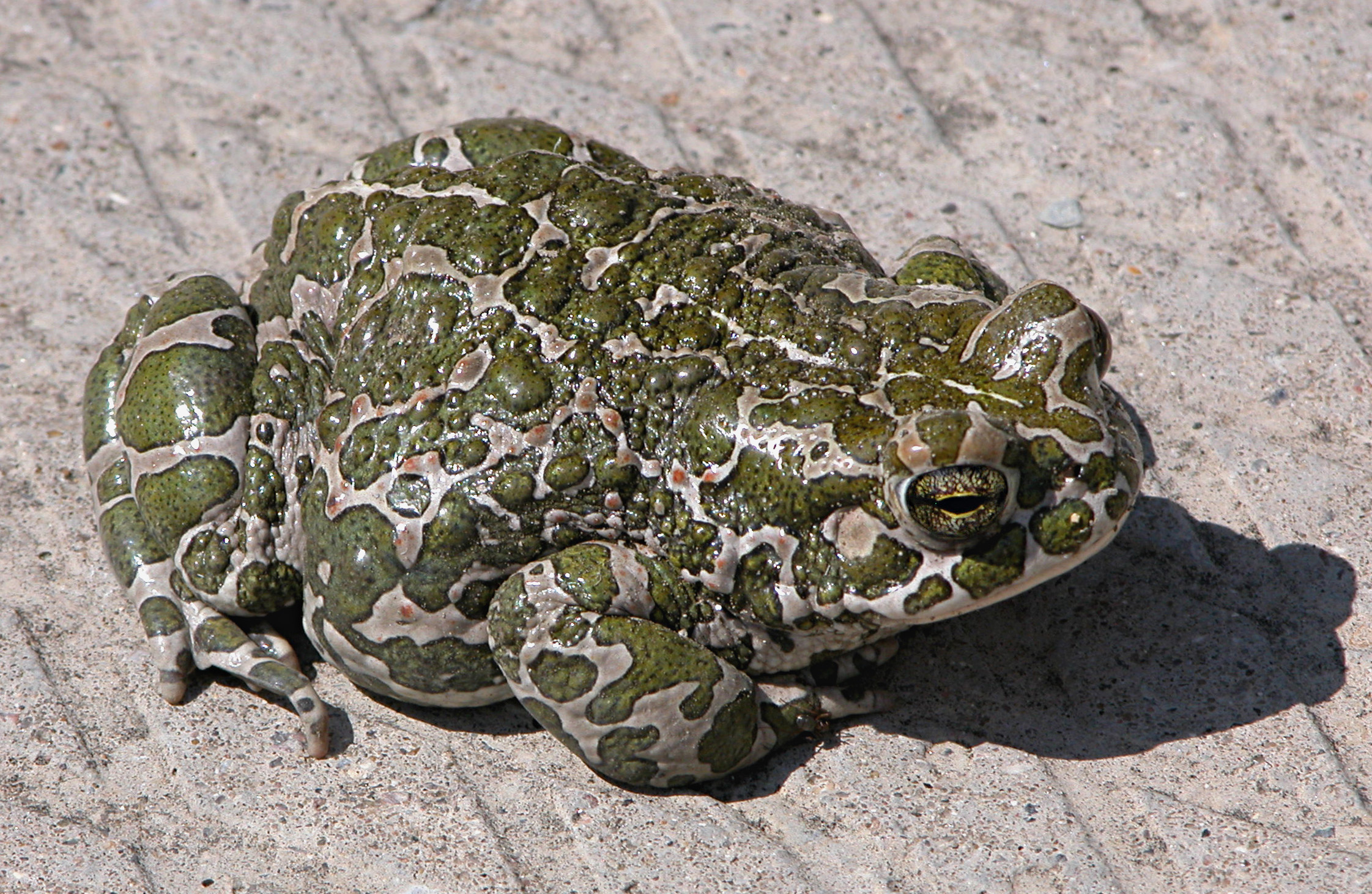
Зелёная жаба

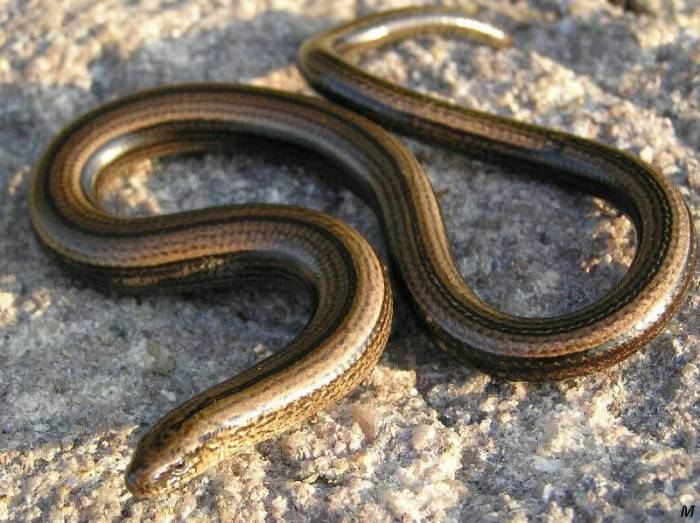
Ломкая веретеница

Список земноводных и пресмыкающихся, занесённых в Красную книгу Московской области включает 5 видов пресмыкающихся и 4 вида земноводных, включённых в Красную книгу Московской области.

## Класс Земноводные

### Отряд Хвостатые земноводные
- Семейство Саламандровые — Salamandridae
  - Гребенчатый тритон — Triturus cristatus (Laur.) 2

### Отряд Бесхвостые земноводные
- Семейство Жерлянки — Bombinatoridae
  - Краснобрюхая жерлянка — Bombina bombina (Linnaeus, 1761) 2
- Семейство Чесночницы — Pelobatidae
  - Обыкновенная чесночница — Pelobates fuscus (Laur.) 3
- Семейство Жабы — Bufonidae
  - Зеленая жаба — Bufo viridis Laur. 2

## Класс Пресмыкающиеся

### Отряд Чешуйчатые
- Семейство Веретеницевые — Anguidae
  - Веретеница ломкая — Anguis fragilis L. 3
- Семейство Настоящие ящерицы — Lacertidae
  - Прыткая ящерица — Lacerta agilis L. 2
- Семейство Ужеобразные — Colubridae
  - Обыкновенный уж — Natrix natrix (L.) 2
  - Обыкновенная медянка — Coronella austriaca (Laurenti, 1768) 1
- Семейство Гадюковые змеи — Viperidae
  - Обыкновенная гадюка — Vipera berus (L.) 2